# Хто замовив Катю Гандзюк?

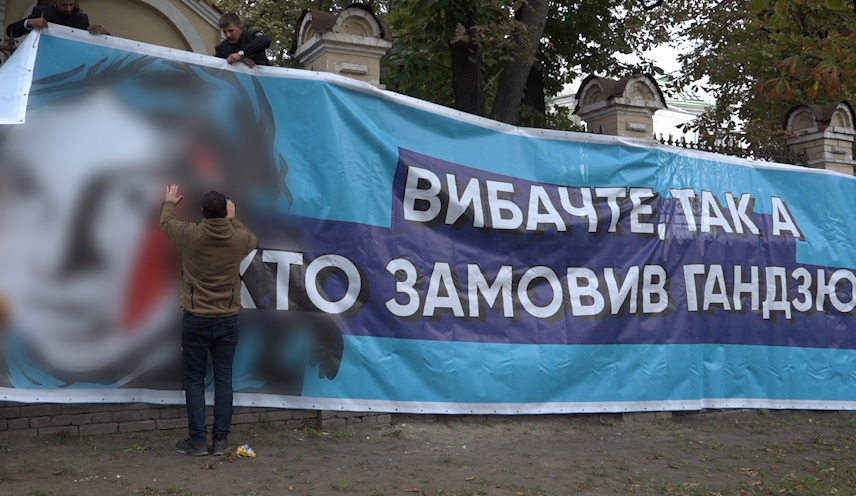
Текст на плакаті: «вибачте, так а хто замовив Гандзюк?», листопад 2018

«Хто замовив Катю Гандзюк?» — громадська ініціатива, створена друзями активістки Катерини Гандзюк за кілька днів після нападу на неї. 31 липня 2018 року невідомий облив Гандзюк літром сульфатної кислоти. В результаті вона зазнала близько 40 % опіків тіла та померла від отриманих травм 4 листопада 2018 року. Ініціативу започатковано 3 серпня 2018 року.
Активісти відвідують судові засідання по справі та слідкують за кроками слідства з метою, щоб всі причетні до вбивства Гандзюк були покарані.

## Діяльність ініціативи
Після нападу на Катерину Гандзюк на її підтримку виступили фанати «Динамо», «Карпат», «Десни», «Кристала», «Миколаєва» та інших українських футбольних клубів, а також активісти і небайдужі, які почали розміщувати дописи, графіті та банери «Хто замовив Катю Гандзюк?» на сторінках соцмереж, стінах будинків, тротуарах і трибунах стадіонів України. 4 вересня активісти прийшли до ВРУ з метою привернути увагу Президента, нардепів, високопосадовців та суспільства до справи Гандзюк.
Учасники ініціативи разом з журналістами розпочали власне паралельне розслідування справи вбивства. Вони першими говорили про непричетність Миколи Новікова до нападу та вказали на причетність до організації злочину Ігоря Павловського.

15 вересня на Ялтинській економічній стратегії учасники заходу отримали листівки про злочин проти Гандзюк і дані про саботаж його розслідування силовиками. Це сталося перед виступом Генпрокурора Луценка «Верховенство права та боротьба з корупцією». Перед входом у Мистецький арсенал, де відбувається захід — було розвішено банер «Хто замовив активістів? Хто замовив журналістів?» як нагадування про свавілля правоохоронних органів та відсутність зрушень у справах про переслідування активістів і тиск на журналістів.

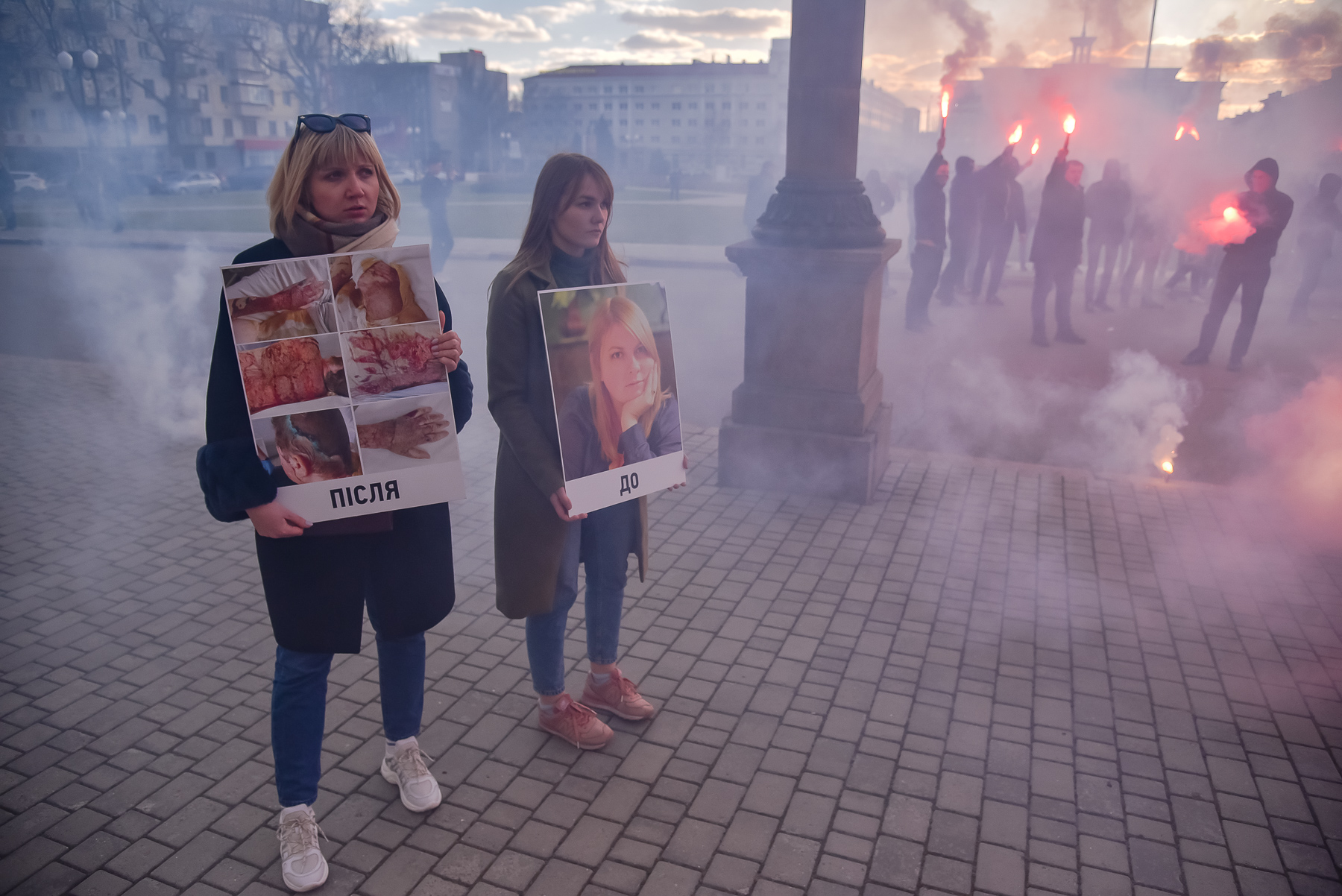
Фото Катерини Гандзюк до та після нападу на одній з акцій

Друзі Катерини Гандзюк та адвокати постраждалих активістів склали «Список Гандзюк» — дані про 55 нападів на громадських діячів, вчинені з початку 2017 року. Усі вони лишилися не розкритими, їх замовників — не названо, а самі розслідування тривають мляво або не відбуваються взагалі. Окрім того, 28 вересня 2018 року учасники громадських організацій, політичних партій та представники громадськості вийшли на акцію «Ніч на Банковій» з вимогою назвати замовників нападів на активістів.
В день смерті Гандзюк, 4 листопада 2018 року, акції-реквієми одночасно відбулись у Києві, Сумах, Харкові, Дніпрі, Луцьку, Полтаві, Одесі, Ужгороді, Херсоні, Хмельницькому, Чорноморську, Житомирі, Тернополі, Рівному, Слов'янську і Львові.

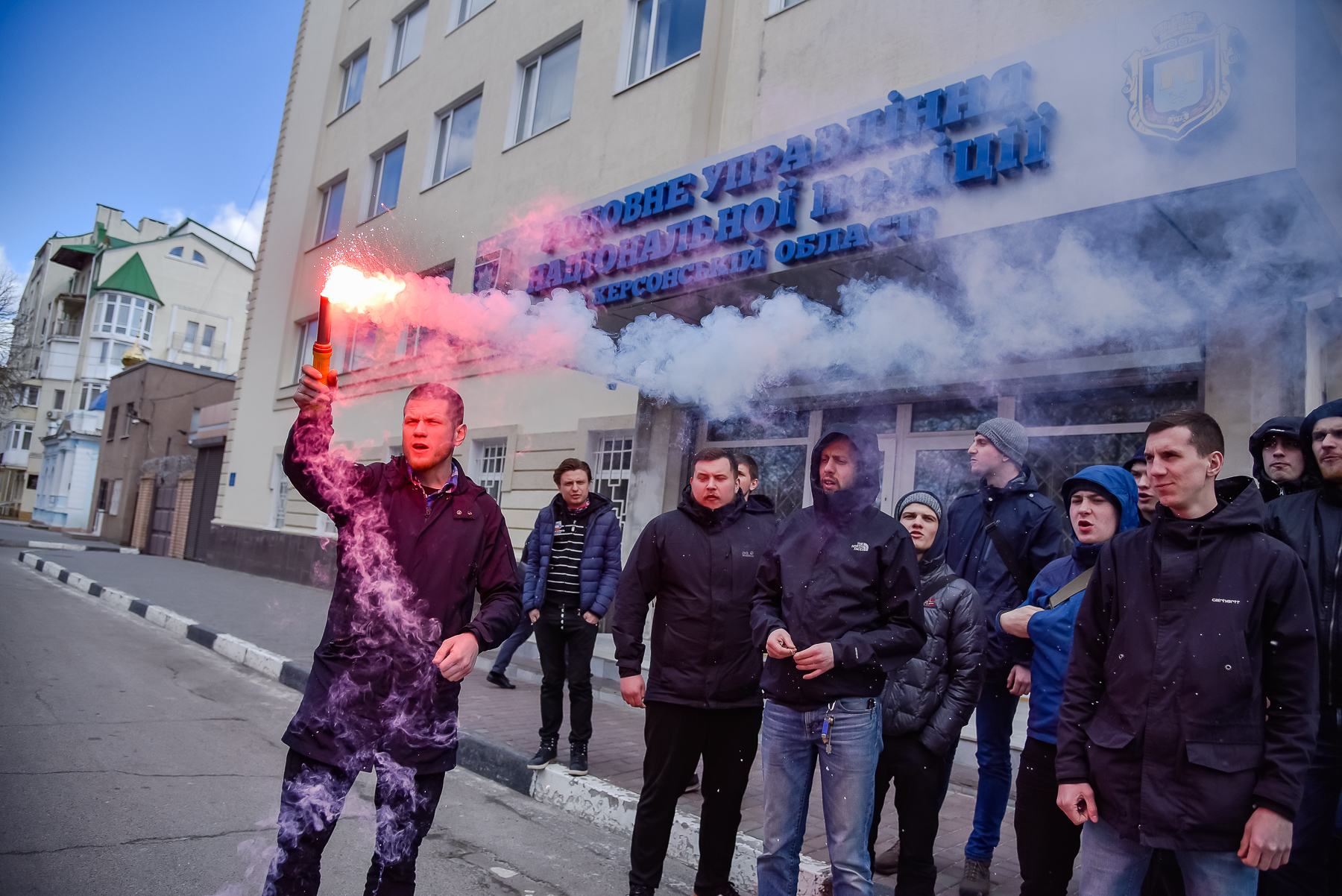
Акція під ГУНП в Херсонській області

7 листопада 2018 року учасники ініціативи прийшли до Головного управління Національної поліції у Херсонській області з вимогою посадити вбивць Гандзюк. Того ж дня у Херсоні загорівся приватний будинок Ігоря Павловського, помічника народного депутата від БПП Миколи Паламарчука. Згідно з однією з версій, ця людина передавала кошти безпосереднім виконавцям злочину.
17 листопада відбулась акція «Аваков, йди!». У Києві активісти прибули до будинку міністра внутрішніх справ Арсена Авакова з вимогою його відставки. Адже саме бездіяльність глави МВС та провал реформи системи правоохоронних органів призвели до численних нападів на громадських діячів та активістів в Україні.
29 січня 2019 у Києві під стінами Міжнародного виставкового центру, де відбувався форум президента України Петра Порошенка під назвою «Від Крут до Брюсселя. Ми йдемо своїм шляхом», відбулась акція ініціативи. Активісти запалили фаєри та розгорнули полотно з написом «Вибачте, так а хто замовив Катю Гандзюк?». Під час акції поліцейські склали протокол про адмінпорушення на активіста Сергія Стерненка. Втім, Дніпровський суд Києва закрив адміністративну справу проти Стерненка, не знайшовши порушення в діях активіста.

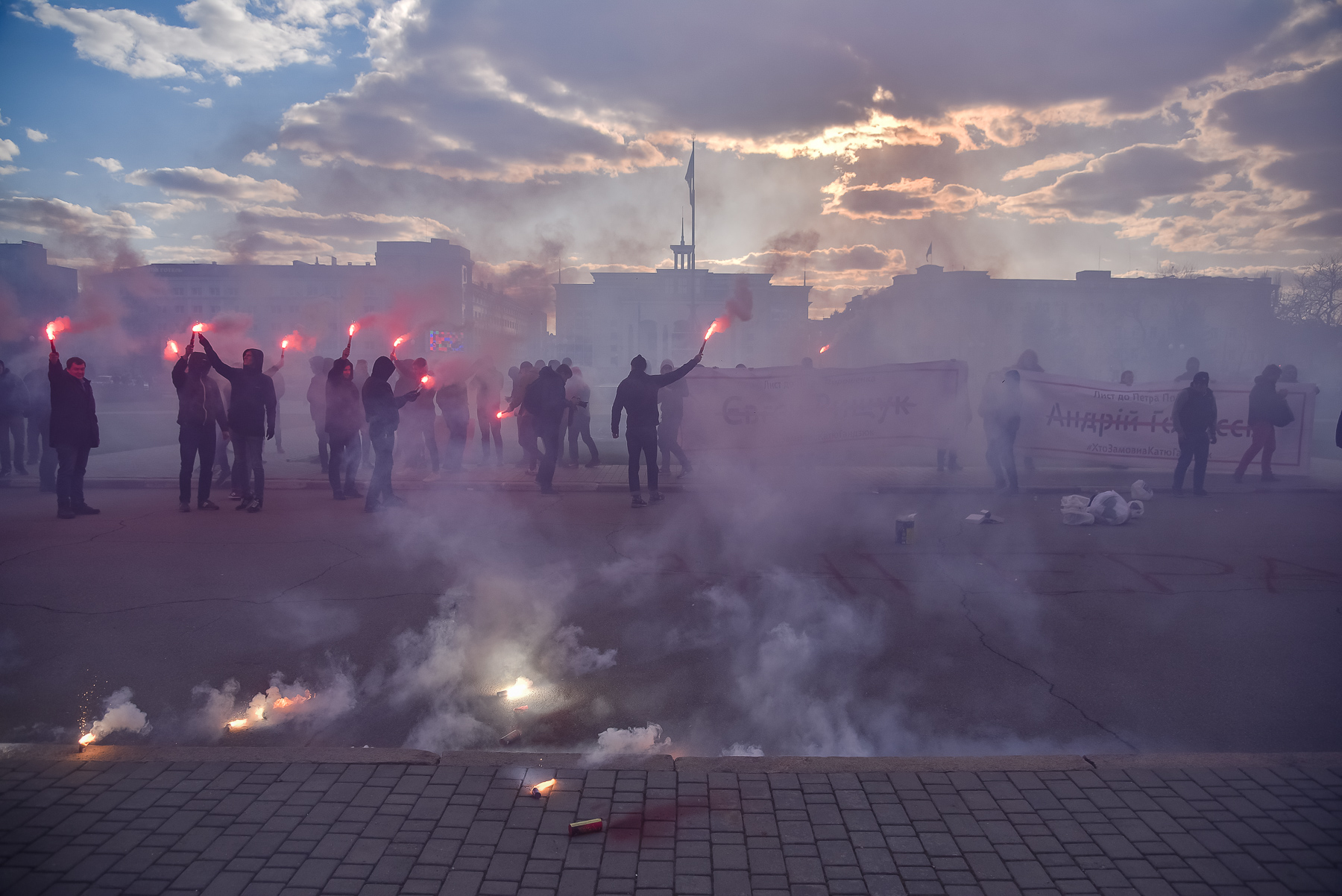
Акція «Хто замовив Катю Гандзюк»

4 лютого 2019 відбулась акція пам'яті Гандзюк «Півроку з дня нападу на Катерину Гандзюк. Три місяці з дня смерті Каті». Активісти прийшли до Адміністрації Президента та офісу партії ВО «Батьківщина» з вимогою усунути від посад А. Гордєєва, В. Мангера і Є. Рищука — ймовірних замовників вбивства — на період досудового слідства.
5 лютого 2019 початок активісти розпочали інформаційну кампанію «Розкажи кожній бабусі правду про Блок Петра Порошенка і Батьківщину». В період передвиборчої кампанії небайдужі громадяни в різних містах неодноразово підходили до кандидатів в президенти України Петра Порошенка та Юлії Тимошенко з питанням «Хто замовив Катю Гандзюк» та проханням виключити зі своїх партійних списків підозрюваних в замовленні вбивства. Акції проходили в Києві, Жашкові, Білій Церкві, Умані, Харкові, Одесі, Запоріжжі, Дніпрі, Житомирі.

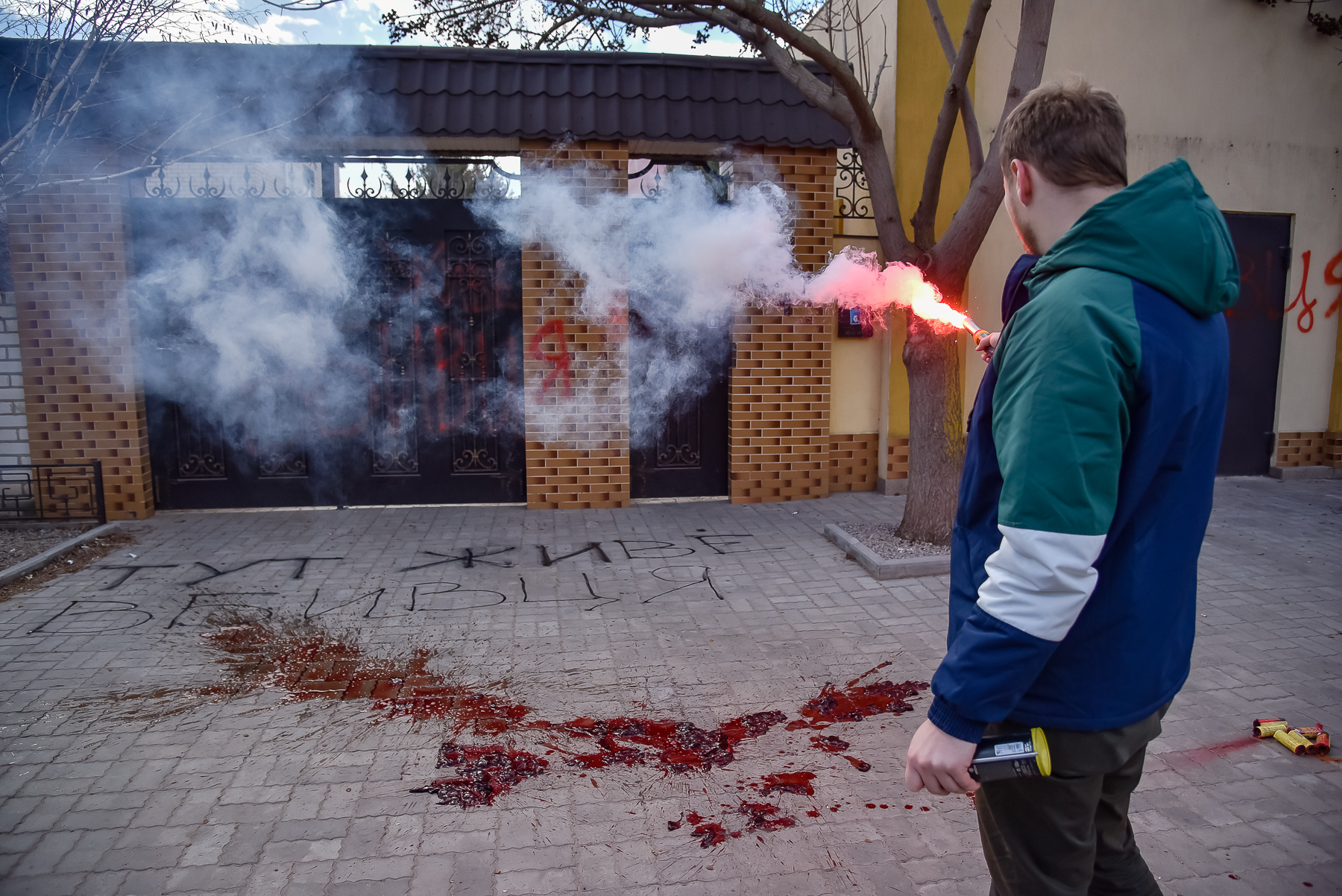
Акція під будівлею Є. Рищука в Херсоні

7 лютого в мережі з'явились фото розмальованої вілли в Італії міністра внутрішніх справ України — Арсена Авакова. На паркані розкішного маєтку намалювали прізвища, дати народження і смерті Катерини Гандзюк, Олександра Музичка, Павла Шеремета, Ірини Ноздровської та ще 40 активістів та громадських діячів. Адже саме за час каденції Арсена Авакова вбили цих людей і розслідування вбивств саботується.
9 лютого охорона на форумі Порошенка не дала активісту Миколі Виговському підняти плакат із прізвищами Рищука та Гордєєва (ймовірними замовниками вбивства з партії БПП) і забрала у нього телефон. За кілька годин після того на мітингу Юлії Тимошенко поліція затримала учасників акції, які прийшли запитати, коли вона виключить зі своєї партії ймовірного замовника вбивства — Владислава Мангера.
26 лютого учасники ініціативи взяли участь у брифінгу у Верховній раді України з вимогою продовження роботи ТСК [Архівовано 12 травня 2019 у Wayback Machine.] щодо розслідування нападу на Катерину Гандзюк та інших громадських активістів.
25 березня журналісти проєкту Слідство.Інфо оприлюднили фільм «Гандзюк: системне вбивство» [Архівовано 14 квітня 2019 у Wayback Machine.]. Фільм став підсумком власного журналістського розслідування команди, в якому навели нові факти щодо присутності В. Мангера, Є. Рищука та А. Гордєєва.
28 березня учасники ініціативи приїхали до Херсона для презентації фільму «Гандзюк: системне вбивство». Окрім того, вони завітали до будинків В. Мангера, Є. Рищука та А. Гордєєва, де залишили відповідні послання на парканах та асфальті.
7 квітня 5 президент України Петро Порошенко зустрівся з представниками ініціативи. На зустрічі Порошенко запевнив, що на одній стороні з активістами, а також пообіцяв підписати заяву Андрія Гордєєва про звільнення з посади голови Херсонської ОДА.

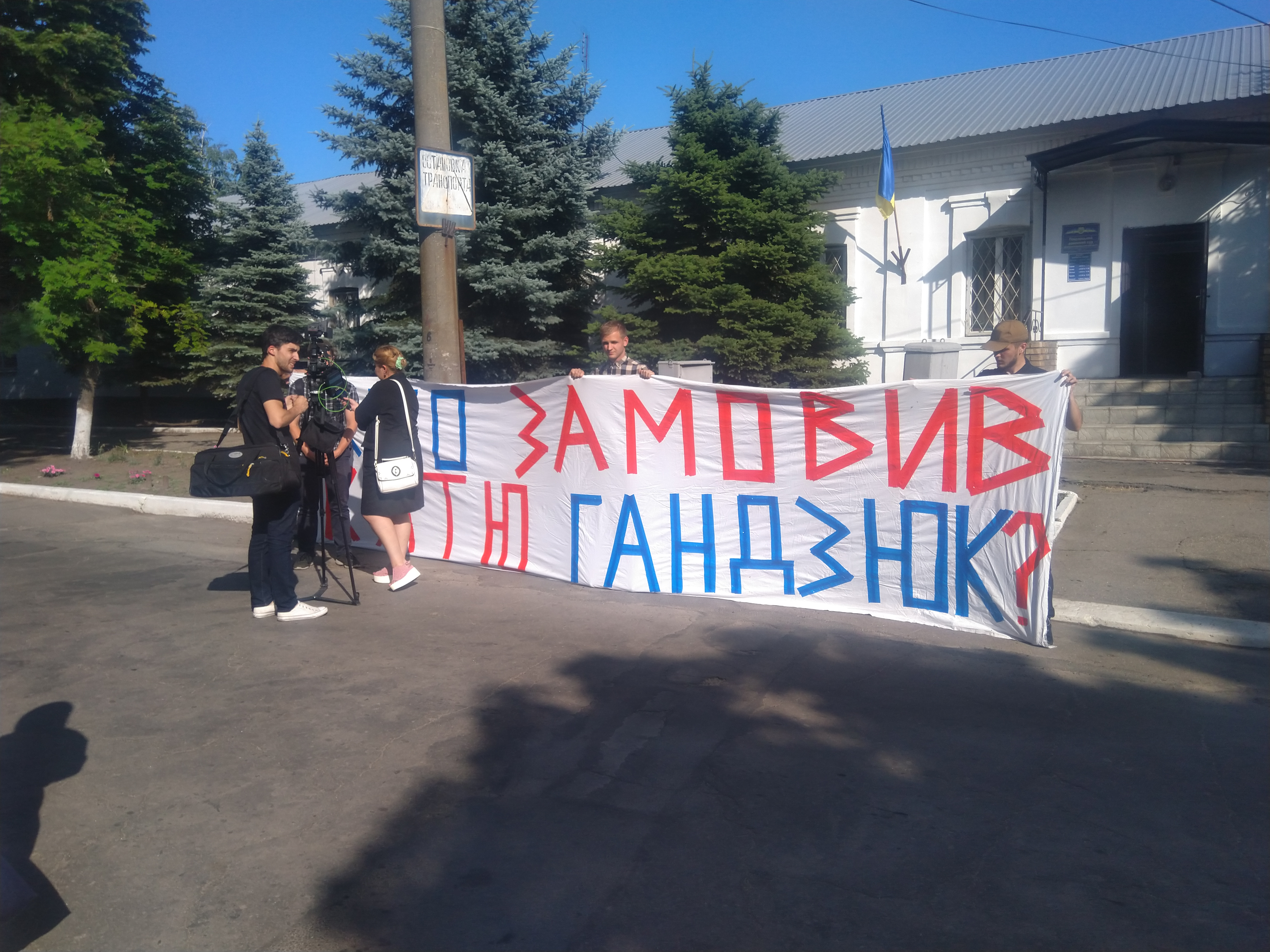
Біля Покровського районного суду в день винесення вироку

25 квітня, після оприлюднення інформації про зміну підозри Владиславу Мангеру [Архівовано 26 квітня 2019 у Wayback Machine.], учасники ініціативи поїхали до будинку тогочасного Генпрокурора України — Юрія Луценка. Основна вимога активістів — отримати пояснення від генпрокурора про причини зміни підозри. Адже тепер Владислав Мангер підозрюється не в замовленні та організації вбивства, а в організації тяжких тілесних ушкоджень, що спричинило смерть потерпілого.
18 травня відбулась всеукраїнська акціїя «Україна питає: Хто замовив Катю Гандзюк». Сотні українців у понад 40 містах України та у кількох світових столицях вийшли на вулиці своїх міст з єдиним питанням «Хто замовив Катю Гандзюк». Не отримавши ніякої реакції від новообраного глави держави, 19 червня батько Катерини — Віктор Гандзюк опублікував звернення до Зеленського. Внаслідок президент Зеленський запросив Віктора Гандзюка на закриту зустріч.
10 червня, після оголошення вироків виконавцям вбивства Катерини Гандзюк, активісти вийшли під ГПУ з вимогою оголосити вироки замовникам вбивства.
8 липня почався останній сесійний тиждень, коли ВРУ VIII скликання могла заслухати та затвердити звіт ТСК [Архівовано 18 жовтня 2019 у Wayback Machine.], яка розслідувала обставини вбивства Гандзюк та замовних нападів на активістів. Звіт не був включений в порядок денний на жоден з днів сесії. Тому понад 30 ГО підписали спільну заяву-звернення, з вимогою заслухати звіт та провели відповідну акцію під стінами Верховної Ради. Як наслідок, ВРУ заслухала авторів звіту та затвердила його.
24 липня Ініціатива звернулась до президента з проханням звернути належну увагу на справу Катерини Гандзюк та змусити Генпрокуратуру просто робити свою роботу.

## Тиск на учасників ініціативи

### Конфлікт у Львові 17 серпня
17 серпня приблизно о 4:00 ранку в центрі Львова (на вулиці Ковжуна) оперативники (за словами активістів організації С14 — у цивільному), побачили, як двоє осіб фарбою наносили напис через трафарет «Хто замовив Катю Гандзюк?». Побачивши групу осіб, яка підбігали до них, хлопці почали втікати — виник конфлікт, під час якого один із хлопців, які малювали трафарет, поранив ножем працівника поліції. За словами голови С14 Євгена Карася: «Свідки підтвердили — „поліцейські“ не кричали „поліція“ і не мали жодних ознак поліції ні по формі, ні по автомобілях. Фактично „затримання“ поліції нічим не відрізнялося від нападу ОЗУ». Поранений капітан поліції Володимир Костомаха заявив: «Порушники знали, що ми поліцейські. Бо ми кілька разів кричали, що ми поліція».
Пізніше поліціянта в лікарні особисто відвідав голова Нацполіції Сергій Князєв, нагородивши відзнакою МВС «Вогнепальна зброя» та повідомивши про виділення капітану службового житла. Поліція повідомила, що Костомаха несе службу з 2011 року, а з 2014-го тричі бував на сході країни у складі зведених загонів.
Обвинувачений — активіст організації С14 Маркіян Вербовий (відомий під прізвиськом «Майор»). Перше засідання відбулося поспіхом. Суддя не стала чекати адвокатів і народного депутата Володимира Парасюка, який висловив готовність взяти 20-річного активіста на поруки, і за півгодини розгляду дала підсудному 2 місяці СІЗО.
Наступні засідання суду в його справі відбувалися під галас і димові шашки при вході до суду десятків футбольних фанатів. Вербовому повідомлено про підозру у вчиненні злочину, передбаченого ч.3 ст.345 КК України («умисне заподіяння працівникові правоохоронного органу тяжкого тілесного ушкодження у зв'язку з виконанням цим працівником службових обов'язків»), за який передбачено покарання від 5 до 12 років позбавлення волі. Опісля Апеляційний суд скасував утримання під вартою і дав Вербовому запобіжний захід у вигляді цілодобового домашнього арешту.

### Сутичка в Києві на Подолі
9 лютого 2019 у Києві на Контрактовій площі під час зустрічі кандидатки у президенти від партії «Батьківщина» Юлії Тимошенко з виборцями, затримали учасників акції, які прийшли на зустріч з плакатами «Хто замовив Катю Гандзюк?». Усіх активістів доправили у Подільське районне відділення поліції, де відбулися сутички між активістами та поліцією, під час яких один із поліцейських побив лежачого активіста, вигукнувши «Лягай, Бандеро!».
Поліція відкрила три провадження проти активістів: за ч. 2 ст. 345 Кримінального кодексу (погроза або насильство щодо працівника правоохоронного органу), ч. 1 ст. 341 (захоплення державних будівель) та ч. 4 ст. 296 (хуліганство). Крім того, відкрито провадження щодо скоєння працівниками поліції правопорушення за ознаками  ч. 2 ст. 365 ККУ (перевищення влади або службових повноважень працівником правоохоронного органу, що супроводжувались насильством). За розслідування побиття активіста поліцейським взялося Державне бюро розслідувань.
Після побиття учасників акції, яких незаконно затримали під час зустрічі з Тимошенко, група активістів поїхали до Авакова. Там міністру нагадали, що є і його вина в тому, що справа Катерини Гандзюк досі не розслідувана.
За кілька днів активісти ініціативи провели пресконференцію "Незаконне затримання, побиття і грабіж поліцією учасників акції «Хто замовив Катю Гандзюк?» по подіях 9 лютого на Контрактовій площі.
11 лютого 2019 року проти Романа Сініцина слідчі порушили кримінальне провадження за ч. 1 ст. 14 (готування до злочину), ст. 348 (посягання на життя працівника правоохоронного органу) Кримінального кодексу України за його допис про пошук інформації про правоохоронців, що били активістів біля Подільського РУВС 9.02.2019.

### Арешт в Одесі
26 лютого в Одесі поліція затримала двох активістів: Романа Герасимюка та Богдана Копертеха, які брали участь у акції з фаєрами та плакатами «Хто замовив Катю Гандзюк?».
Поліцейські під час затримання побили активістів та порвали одному з затриманих одяг. Причини затримання повідомлено не було. Згодом активістів все ж відпустили.

### Затримання за акцію біля вілли Авакова
9 лютого одного з активістів руху «Хто замовив Катю Гандзюк?» Назарія Кравченка затримали в аеропорту Бориспіль після повернення в Україну з Італії. Кравченко повернувся з Італії, де активісти повісили на паркані італійської вілли глави МВС Арсена Авакова нагадування про нерозслідувані напади на активістів. Прикордонники вимагали відео з камери GoPro.
Міністерство закордонних справ України внесло Назарія в базу розшуку.
15 лютого 2019 Кравченка в черговий раз затримали в аеропорту «Бориспіль» під час проходження паспортного контролю.
Окрім того, кілька активістів-учасників акції біля вілли Авакова отримали відмову на в'їзд до країн ЄС.